# كريس ستيفنز
كريس ستيفنز (8 يناير 1948 في جنوب أفريقيا - ) (بالإنجليزية: Chris Stephens)‏ هو لاعب كريكت جنوب أفريقي. لعب مع Gauteng (cricket team) ‏ وفريق المحافظة الغربية للكريكت ‏.

## وصلات خارجية
- كريس ستيفنز على موقع إي آس بي آن كريك إنفو (الإنجليزية)